# Michiel Louter
Michiel Louter (1969) studeerde bedrijfsinformatica aan de Hogeschool voor Economische Studies (Amsterdam), Culturele Studies aan de Universiteit van Amsterdam en Verpleegkunde aan de Hogeschool van Amsterdam. Hij werkte sinds 1995 als journalist en sinds 1999 als (sociaal-psychiatrisch) verpleegkundige. Zijn artikelen verschenen in onder meer de Groene Amsterdammer, Trouw en NRC Handelsblad. In 2005 verscheen van zijn hand de eerste 'oral history' van de Nederlandse psychiatrie.

## Publicaties
- Het groene gevaar, De Groene Amsterdammer, 24 juli 1996.
- Uit de inrichting. Vertelde verhalen over tachtig jaar inrichtingspsychiatrie in Nederland (1925-2005), Amsterdam, Uitgeverij Candide, 2005, ISBN 9075483392
- Gestoorde Dichters, artikelen over veertien psychiatrisch opgenomen Nederlandse dichters, in: "Psy Magazine", 2009-2010.

- International Standard Name Identifier: 0000 0003 6918 607X
- Nederlandse Thesaurus van Auteursnamen: 290684706
- Virtual International Authority File: 291504569
- WorldCat: E39PBJjHgrqjtfKGjR9JgHdbBP